# Kamil Hála
Kamil Hála (1. srpna 1931 Most – 28. října 2014 Praha) byl český jazzový hudební skladatel, pianista, dirigent a hudební aranžér, bratr trumpetisty a hudebního skladatele Vlastimila Hály.
Během své hudební kariéry působil jakožto klavírista a aranžér u celé řady renomovaných jazzových a tanečních orchestrů, mimo jiné také hrál v Orchestru Zdeňka Bartáka. Jako skladatel a aranžér pak spolupracoval např. s Orchestrem Karla Vlacha. Řídil i svůj vlastní jazzový bigbend.
Společně s Josefem Vobrubou působili u Tanečního orchestru Československého rozhlasu a Jazzového orchestru Československého rozhlasu jako dirigenti.